# John Bull (locomotora)
La John Bull es una locomotora de vapor de fabricación británica, que operó en los Estados Unidos. Su primer recorrido por vías americanas data del 15 de septiembre de 1831, y se convirtió en la locomotora de vapor operable más antigua del mundo cuando el Instituto Smithsoniano la hizo funcionar en 1981.
Construida por Robert Stephenson and Company, la John Bull fue inicialmente comprada y operada por el Ferrocarril de Camden y Amboy (FC&A), el primer ferrocarril de Nueva Jersey, que adjudicó a la máquina el número 1 y su primer nombre, "Stevens" (en honor de Robert L. Stevens, presidente del ferrocarril en aquel momento). El FC&A utilizó intensamente la locomotora desde 1833 hasta 1866, cuando se retiró del servicio activo y se almacenó. 
Después de que el Ferrocarril de Pensilvania (FP) adquirió los activos del FC&A en 1871, renovó y puso la locomotora en marcha varias veces para exhibiciones públicas. Así, se encendió para la Exposición del Centenario en 1876 y nuevamente para la Exposición Nacional de Aparatos Ferroviarios en 1883. En 1884, la locomotora fue comprada por el Instituto Smithsoniano como la primera gran pieza de la exposición industrial del museo. 
En 1939, los empleados de los talleres de FP en Altoona, Pensilvania, construyeron una réplica operable de la locomotora para futuras tareas de exhibición, ya que el Smithsonian deseaba mantener la locomotora original en un entorno más controlado. Después de estar en exhibición estática durante los siguientes 42 años, el Smithsonian celebró el 150 aniversario de la locomotora en 1981 al encenderla, convirtiéndola en la locomotora de vapor operable más antigua del mundo. Hoy, la John Bull original está en exhibición estática una vez más en el Museo Nacional de Historia Americana del Smithsonian en Washington D. C. Una réplica se conserva en el Museo del Ferrocarril de Pensilvania. 

## Construcción y uso inicial

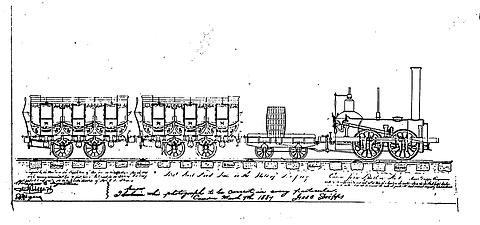
La John Bull y el tren como se veían en 1831; dibujado por Isaac Dripps en 1887. (Imagen de la colección del Museo Nacional de Historia de los Estados Unidos, Smithsonian Institution, exposición America On The Move, utilizada con permiso)

La John Bull fue construida en Newcastle, Inglaterra, por Robert Stephenson and Company para el Ferrocarril de Camden y Amboy (FC&A), el primer ferrocarril construido en Nueva Jersey. La máquina se desarmó en piezas y luego se envió a través del Océano Atlántico en cajas a bordo del Allegheny. El ingeniero del FC&A Isaac Dripps reconstruyó la locomotora lo mejor que pudo (el envío no incluía ningún plano o instrucciones para volverla a ensamblar) y se puso en funcionamiento por primera vez en septiembre de 1831. El 12 de noviembre de 1831, Robert Stevens (entonces presidente del FC&A) devolvió algunos favores políticos al invitar a varios miembros de la legislatura de Nueva Jersey y a ciertos dignatarios locales, incluido el sobrino de Napoleón, el Príncipe Murat, para que viajaran en la parte trasera de la locomotora recién entregada, en una vía de prueba corta. La esposa del príncipe, Catherine Willis Gray, se apresuró a subir al tren para que pudiera ser declarada la primera mujer en viajar en un tren a vapor en América, aunque desconocía que otros hombres y mujeres ya habían subido a un tren en el Ferrocarril de Baltimore y Ohio, en el Ferrocarril de Carolina del Sur, y en el Ferrocarril de Mohawk y Hudson.
Hasta que se completó el ferrocarril, la locomotora fue almacenada; y se utilizaron carros tirados por caballos en la construcción de las vías hasta 1833. El FC&A asignó números y nombres a sus primeras locomotoras, dando a esta máquina el número 1 y nombrándola oficialmente Stevens (en honor al primer presidente del FC&A, Robert L. Stevens). Sin embargo, con el paso del tiempo, los maquinistas comenzaron a llamarla la vieja John Bull, una referencia a un popular personaje de las viñetas llamado John Bull (personificación del inglés típico). Finalmente, el nombre informal se acortó a John Bull, se generalizó, y Stevens dejó de usarse. 
En septiembre de 1836, la John Bull y dos coches de viajeros fueron enviados por canal a Harrisburg, donde se convirtieron en el primer tren de pasajeros en operar en la ciudad.

## Modificaciones mecánicas y primeras exposiciones

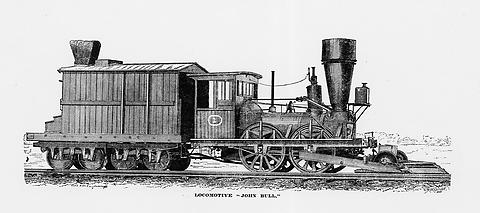
La John Bull en 1877. Obsérvese la cabina y la chimenea más ancha. (Imagen de la colección del Museo Nacional de Historia de los Estados Unidos, Smithsonian Institution, exposición America On The Move, utilizada con permiso)

Stephenson construyó la locomotora originalmente con una disposición de ruedas 0-4-0. La potencia de la locomotora se transmitía a los ejes motrices a través de dos pistones, que estaban montados debajo de la caldera entre las dos ruedas delanteras y delante del eje delantero. Las bielas principales de estos cilindros interiores estaban conectadas a un eje de manivela trasero, equipado con una biela entre los dos ejes para accionar el eje delantero. 
Debido a la peor calidad de las vías en Estados Unidos que en Inglaterra, la locomotora tuvo muchos problemas con el descarrilamiento. Los ingenieros del FC&A agregaron un tren de ruedas delantero para mejorar el guiado de la máquina en las curvas. Este añadido requería eliminar la barra de acoplamiento interior entre los dos ejes principales, limitándose la tracción solo al eje trasero. En la práctica, la John Bull se convirtió en una 4-2-0. Más adelante, el FC&A también le agregó un botavacas delantero, una especie de enrejado metálico con forma de cuña diseñado para que la locomotora desviase animales y obstáculos de la vía del ferrocarril. Para proteger a la tripulación de las inclemencias del clima, el FC&A también agregó a la locomotora una cabina, además de elementos de seguridad como una campana y faros. 
Después de varios años trabajando como locomotora de maniobras y como caldera, la John Bull se retiró del servicio en 1866, siendo almacenada en Bordentown, Nueva Jersey. Hacia el final de su vida en servicio, se utilizó como motor estacionario para accionar una bomba de agua, y posteriormente para accionar la maquinaria de una serrería.
El FC&A pronto fue absorbido por la Compañía del Canal y del Ferrocarril United de Nueva Jersey (1869), que a su vez se fusionó con el Ferrocarril de Pensilvania (FP) en 1871. El FP vio la publicidad potencial que se ganaría exhibiendo una máquina tan antigua, mostrándola en la Exposición del Centenario de 1876 en Filadelfia. Personal de los talleres del FP "restauró" el motor (reemplazando algunas partes originales con partes que "parecían" viejas, o quitándolas por completo). La chimenea se reemplazó por un tubo de metal recto, y se retiraron las paredes y el techo de la cabina. El FP también exhibió la locomotora en 1883, en la Exposición Nacional de Aparatos Ferroviarios en Chicago. En 1885, el Instituto Smithsoniano aceptó la donación de la John Bull como el primer gran ejemplo de ingeniería que pasaba a formar parte del patrimonio de la Institución.

## El Smithsonian y la restauración de la locomotora
En la exposición de 1883, el Ferrocarril de Pensilvania terminó resolviendo dos problemas a la vez. Se pudo encontrar un hogar para la locomotora histórica en el Instituto Smithsoniano, así como un nuevo empleo adecuado para un joven ingeniero civil llamado J. Elfreth Watkins, que había sido víctima de un accidente en el ferrocarril en Nueva Jersey unos años antes de la exposición. Watkins había perdido una pierna en el accidente, por lo que ya no estaba capacitado para sobrellevar la exigencia física del trabajo ferroviario, aunque el ferrocarril le facilitó un empleo durante un tiempo después de su accidente. El FP empleó su experiencia en ingeniería como conservador experto del nuevo Edificio de Artes e Industrias del Smithsonian, que se inauguró en 1880. La primera exposición pública de la locomotora en el Smithsonian tuvo lugar el 22 de diciembre de 1884, donde se exhibió en el edificio Sala Este de las Artes e Industrias.

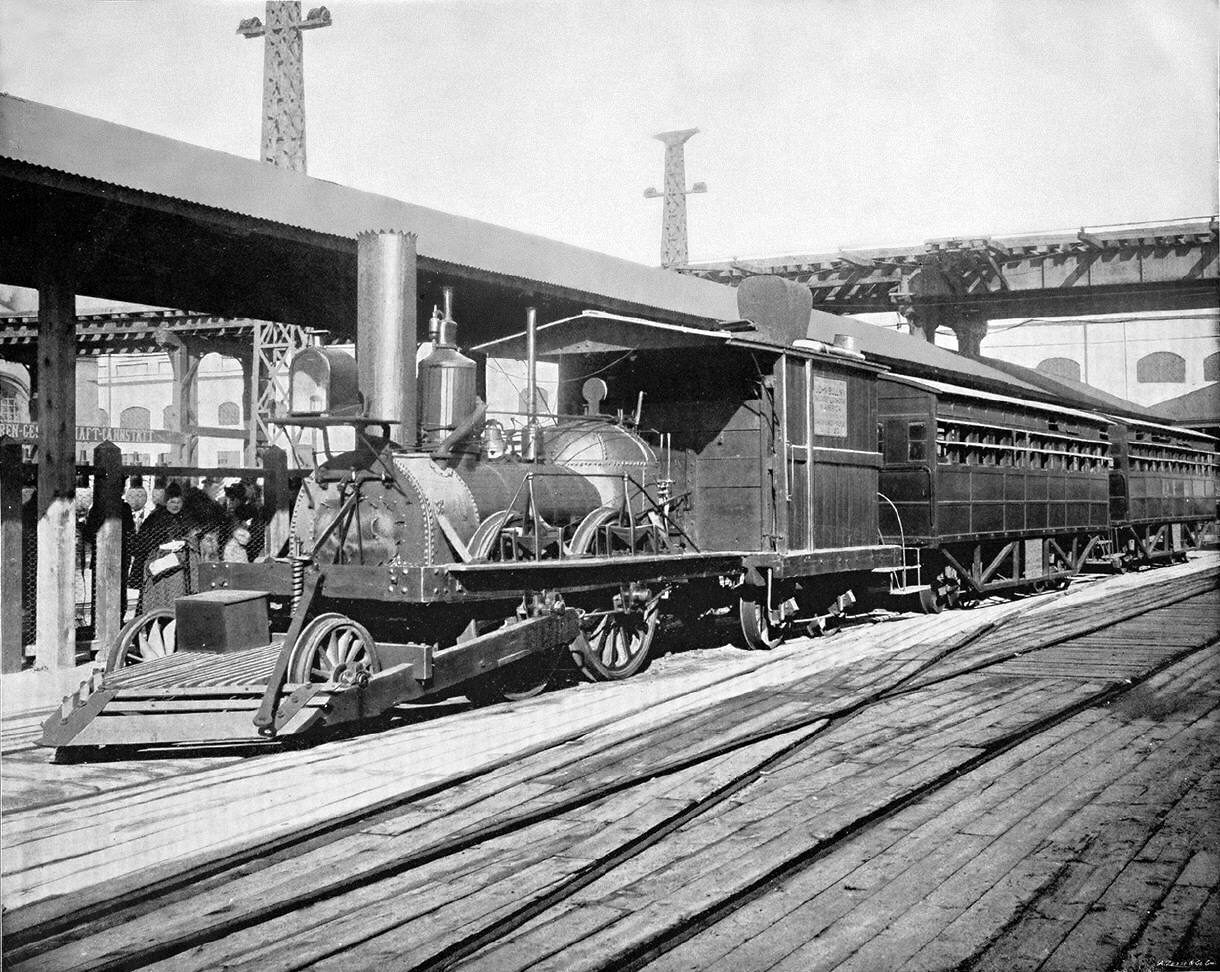
La John Bull en la Exposición Mundial Colombina de 1893

La locomotora permaneció en exhibición en este lugar durante casi 80 años, pero en algunas ocasiones salió del museo para ser mostrada en otros lugares, como en 1893, cuando viajó a Chicago para la Exposición Mundial Colombina. El ferrocarril de Pensilvania, como muchos otros ferrocarriles de la época, organizó una gran muestra sobre sus progresos, disponiendo que la locomotora y dos coches de viajeros fueran enviados a los talleres ferroviarios de Jersey City, Nueva Jersey, donde se someterían a una restauración parcial de las condiciones de operación. El FP estaba planeando un evento digno de la importancia de la locomotora como pieza clave de la historia del ferrocarril estadounidense, considerándose la posibilidad de que recorriera la distancia completa entre Nueva Jersey y Chicago.
La restauración fue supervisada por el jefe de mecánicos del FP, Theodore N. Ely, quien tenía suficiente confianza en la fiabilidad de la locomotora para afrontar un largo recorrido, tras superar con éxito la prueba de 50 millas (80,5 km) del trayecto hasta Perth Amboy, Nueva Jersey (que duró dos horas y quince minutos). Los gobernadores de todos los estados por los que iba a pasar la locomotora, y el entonces presidente de los Estados Unidos, Grover Cleveland, fueron invitados a viajar en el viejo tren en su primer tramo hacia Chicago. La John Bull debía tirar de algunos vagones de pasajeros en un tren que llevaría dignatarios y representantes de la prensa. El tren viajó a Filadelfia, a cargo de un equipo de maquinistas y fogoneros. Desde Filadelfia, se emplearon ingenieros locales (conductores de trenes) para viajar en la plataforma de la locomotora para asesorar a los maquinistas acerca de las particularidades del viaje hasta llegar a Chicago. Viajando a entre 25 y 30 millas por hora (entre 40 y 48 km/h), el tren partió de la estación de Jersey City del FP a las 10:16 de la mañana del 17 de abril, y llegó a Chicago el 22 de abril. La locomotora funcionó durante todo el tiempo que duró la Exposición, dando paseos a los asistentes. Finalizado el evento, el tren salió de Chicago el 6 de diciembre para el viaje de regreso a Washington, a donde llegó el 13 de diciembre.
La John Bull volvió a salir del museo en 1927. El Ferrocarril de Baltimore y Ohio celebraba su centenario aquel año, y había organizado su Feria del Caballo de Hierro en Baltimore. Dado que no era posible reparar el ténder original de la locomotora (el vagón con el suministro de combustible y agua había sido desguazado en 1910 por su alto grado de deterioro), se construyó una réplica en los talleres de Altoona, donde también se restauró la locomotora. Esta feria sería la última vez que el vapor impulsó la máquina hasta 1980.

## Exhibición estática
Después de regresar al Smithsonian, la locomotora permaneció en exhibición estática. En 1930, el museo encargó a los Talleres de Altoona la construcción de una segunda réplica del ténder original para exhibirlo con la locomotora en el museo. Esta vez, sin embargo, la réplica reutilizó algunos de los accesorios que el museo había conservado cuando el primer ténder fue desmantelado veinte años antes.
El Smithsonian había reconocido la edad de la locomotora en 1931, pero como carecía de los fondos necesarios para restaurarla a fin de que volviera a funcionar plenamente, se decidió hacerla funcionar (con las ruedas motrices levantadas de los rieles mediante gatos) con aire comprimido. Se tomó prestado un vagón de 1836 del Ferrocarril de Pensilvania para exhibirlo en la misma vía, detrás del ténder recientemente reconstruido. El centenario de la locomotora se celebró oficialmente el 12 de noviembre de 1931. Esta falsa puesta en marcha de la locomotora se transmitió a través de la red de radio de la CBS, con Stanley Bell narrando las ceremonias para sus oyentes.
El FP volvió a tomar prestada la locomotora de 1933 a 1934 para la Exposición del Siglo de Progreso. A diferencia de su viaje anterior a Chicago, en esta ocasión, la John Bull se transportó y se mostró como una pieza estática. 
Mientras se mantuvo la exhibición estática, los Talleres de Altoona estaban ocupados nuevamente construyendo una réplica, una copia operable de la locomotora. La réplica funcionó en 1940 con ocasión de la Feria Mundial de Nueva York, mientras que la locomotora original y el ténder reconstruido volvieron al Smithsonian.
La locomotora original se exhibió fuera del museo una vez más en 1939, en la Feria Mundial de Nueva York, pero los conservadores del museo decidieron que la máquina se estaba volviendo demasiado frágil para las repetidas exhibiciones externas. Posteriormente fue colocada en una exhibición semipermanente en el East Hall, donde permaneció durante los siguientes 25 años. En 1964, la locomotora fue trasladada a su hogar actual, el Museo Nacional de Historia Estadounidense, posteriormente denominado Museo de Historia y Tecnología.
La John Bull había permanecido en exhibición estática durante otros 15 años, pero su importancia como una de las locomotoras conservadas más antiguas, o su uso en el primer ferrocarril en Nueva Jersey, no quedaba suficientemente remarcada en los textos explicativos de la exhibición. A medida que se acercaba 1981 y el 150 aniversario de la locomotora, el Smithsonian comenzó a debatir sobre la mejor manera de conmemorar la edad y el significado de la locomotora. Había muy pocas dudas de que se prepararían publicaciones y exhibiciones especiales, pero los funcionarios del museo se quedaron con la idea de que la exhibición podría ser mucho más que eso.
Se realizaron muchas inspecciones superficiales en la locomotora en 1980, y se vio que estaba en condiciones mecánicas relativamente buenas. No se notó una cantidad significativa de deterioro en estas primeras inspecciones, y cuando las ruedas se levantaron de los rieles, como lo habían estado 50 años antes, se descubrió que los ejes podían girar libremente. Una mañana de enero de 1980, antes de que el museo abriera al público, los funcionarios del museo utilizaron aire comprimido para accionar los cilindros y mover las ruedas a través de las bielas por primera vez desde su última operación. Después de que el aire comprimido hubiera expulsado la suciedad y la carbonilla de la chimenea de la locomotora, pronto comenzó a funcionar sin problemas.
El tren de rodaje parecía hallarse en buen estado, pero aún no se sabía si la caldera aún podría soportar la presión del vapor y un fuego vivo nuevamente. El museo solicitó a la <i>Compañía de Inspección y Seguros de Calderas de Vapor Hartford</i> que inspeccionara la caldera de la locomotora con vistas a ponerla en funcionamiento. Las inspecciones se llevaron a cabo después de las horas de visita del público al museo (a partir de las 6:30 p. m. y hasta las 4:00 a. m.) durante tres días, e incluyeron pruebas electromagnéticas, ultrasónicas y radiográficas. Las pruebas revelaron algunos defectos, pero se previó que el motor podría funcionar a una presión de caldera reducida de 50 psi (340 kPa). Cuando llegó a los Estados Unidos y se entregó al Ferrocarril de Camden & Amboy, la presión de trabajo de la caldera era de 70 psi (480kPa). El personal del Smithsonian, después de algunas pruebas hidrostáticas adicionales, confiaba en que la locomotora podría funcionar nuevamente por su propia cuenta. Las piezas que necesitaban reparación fueron arregladas, y el 14 de octubre de 1980, la locomotora fue probada con éxito en la Línea de Warrenton Branch, en el condado de Fauquier, entre Calverton y Casanova, Virginia. El lugar de la prueba se seleccionó, porque en ese momento, solo un tren de carga por semana usaba la línea. El 15 de septiembre de 1981, la locomotora operaba a vapor en unas pocas millas de ramal cerca del río Potomac en Washington, D. C. Con esta demostración, la John Bull se convirtió en la locomotora de vapor operable más antigua (y el vehículo autopropulsado más antiguo) del mundo.
La John Bull original se encuentra en exhibición estática en el Museo Nacional de Historia de los Estados Unidos en Washington, D. C., mientras que la réplica construida en 1939 es propiedad y se conserva en el Museo del Ferrocarril de Pensilvania, y aunque se mantiene en condiciones de servicio, no ha sido encendida desde hace años.

## Cronograma

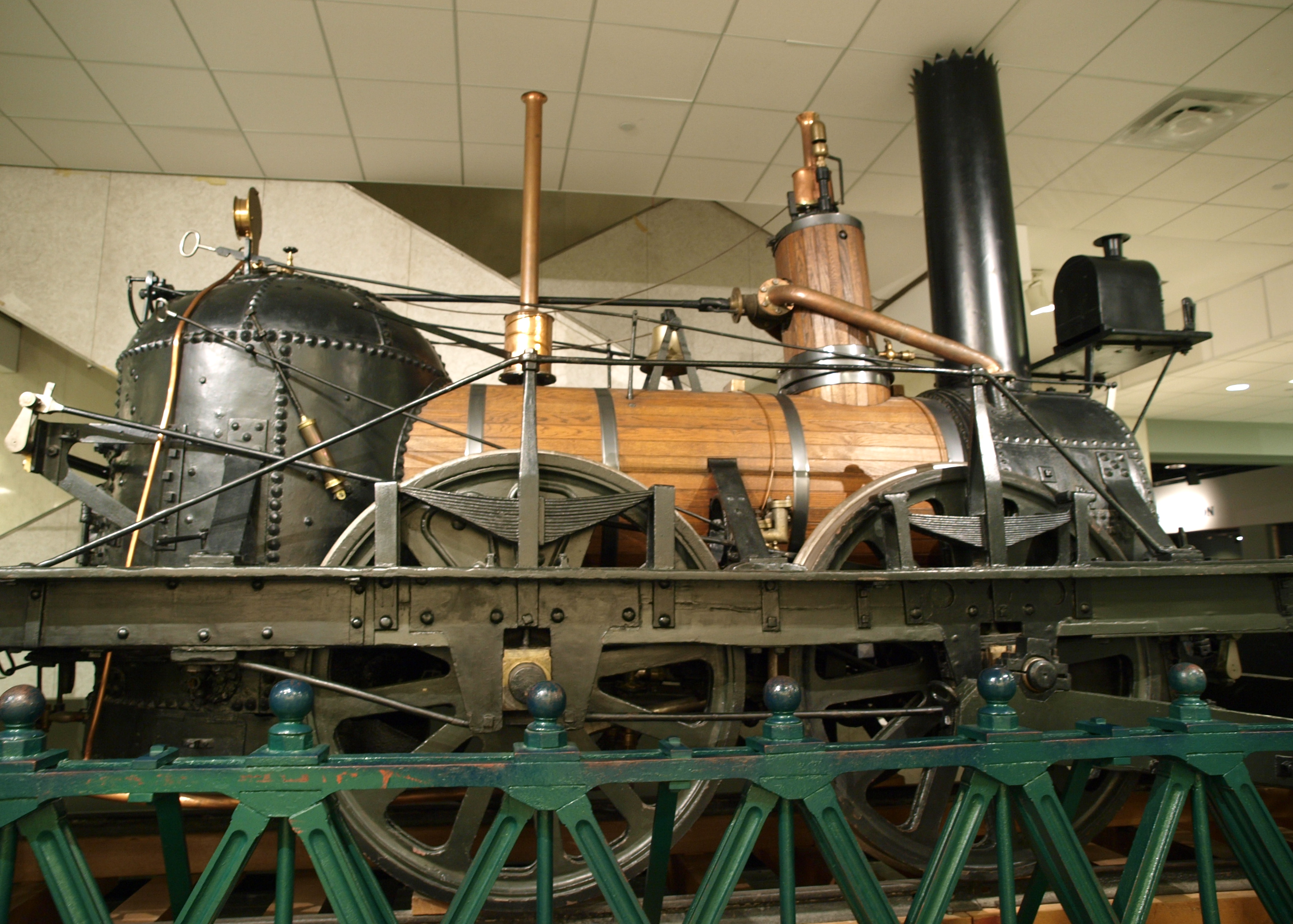
La locomotora John Bull en el Museo Nacional de Historia Americana

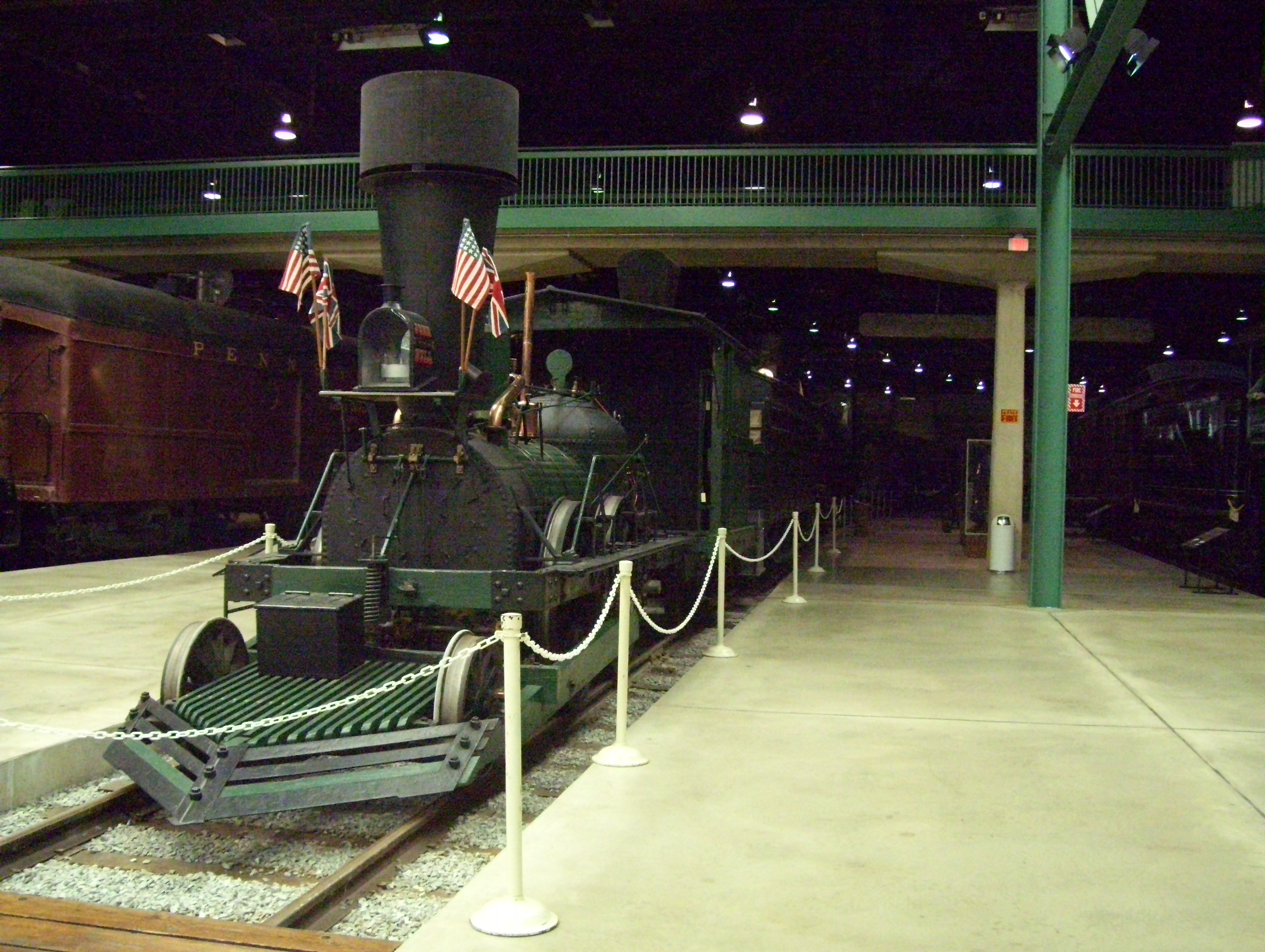
Réplica en Pensilvania

- 18 de junio de 1831: La John Bull es construida por Stephenson and Company en Gran Bretaña.[26]
- 14 de julio de 1831: La locomotora sale de Liverpool a bordo del barco Allegheny con destino a Filadelfia.
- 4 de septiembre de 1831: La John Bull llega a Filadelfia.
- 15 de septiembre de 1831: Realiza sus primeras carreras en Nueva Jersey.
- 12 de noviembre de 1831: Robert Stevens recibe a un grupo de políticos de Nueva Jersey en una serie de coches de viajeros tirados por la John Bull .
- 1833: La John Bull es una de las pocas locomotoras que operan en el recién terminado Ferrocarril de Camden y Amboy.
- 1866: Se retira del servicio regular.
- 1876: Se exhibe en la Exposición Universal de Filadelfia (1876).
- 1883: El Ferrocarril de Pensilvania muestra la John Bull en la Exposición Nacional de Aparatos Ferroviarios en Chicago.[15]
- 1884: La Institución Smithsoniana adquiere la John Bull del Ferrocarril de Pensilvania
- 1893: La locomotora opera en la Exposición Mundial Colombina en Chicago.
- 1910: El personal del Smithsonian desmantela el ténder original, deteriorado y sin posibilidad de reparación. Los accesorios reutilizables se almacenaron.
- 1927: El ferrocarril de Baltimore y Ohio toma prestada la John Bull para operar en la Feria del Caballo de Hierro en Baltimore.
- 1930: el Smithsonian encarga una réplica del ténder y la construye el Ferrocarril de Pensilvania utilizando los accesorios previamente rescatados del ténder original. El nuevo ténder se exhibe con la locomotora en el museo.[22]
- 12 de noviembre de 1931: el Smithsonian celebra el "cumpleaños" número cien de la locomotora, utilizando aire comprimido para operar el motor estacionario (estabilizado sobre unos gatos) dentro de la sala de exposiciones del museo.
- 1933–1934: El ferrocarril de Pensilvania toma prestada la John Bull para exhibirla en la Exposición Century of Progress en Chicago.[24]
- 1939: La John Bull original se exhibe en la inauguración de la Feria Mundial de Nueva York
- 1940: En la Feria Mundial de Nueva York se exhibe una réplica de la John Bull, construida por ingenieros en los talleres Juniata del Ferrocarril de Pensilvania en Altoona, y la original se devuelve al Smithsonian.
- 14 de octubre de 1980: La John Bull se restablece a su condición operativa y se prueba en la Línea Warrenton Branch en el condado de Fauquier, Virginia.
- 15 de septiembre de 1981: La John Bull opera en Washington D. C., en el 150 aniversario de su primer uso, convirtiéndose en la locomotora de vapor operable más antigua (y el vehículo autopropulsado más antiguo) del mundo.
- 1985: La locomotora es transportada a bordo de un avión para una exhibición en Dallas, Texas, lo que la convierte en la locomotora más antigua del mundo en viajar en un avión.[27]